# Robert Gaupp
Robert Eugen Gaupp (ur. 3 października 1870 w Neuenbürgu, zm. 30 sierpnia 1953 w Stuttgarcie) – niemiecki lekarz neurolog i psychiatra.
Od 1888 studiował medycynę w Tybindze, Genewie i Strasburgu. Egzamin państwowy i tytuł doktora medycyny w 1894 otrzymał w Tybindze. W latach 1894-1899 Gaupp był asystentem Carla Wernickego i Karla Bonhoeffera we Wrocławiu, a następnie pracował z Emilem Kraepelinem na Uniwersytecie Ruprechta i Karola w Heidelbergu gzie uzyskał habilitację w 1901 został privatdozentem. W 1904 wyjechał z Kraepelinem na Uniwersytet Ludwika i Maksymiliana w Monachium w 1906 przeniósł do Tybingi, gdzie od 1908 do 1936 był profesorem psychiatrii na Uniwersytecie Eberharda i Karola w Tybindze. Po II wojnie światowej zajmował się opieką zdrowotną w Stuttgarcie (1945-1948).